# Johann Ole Baade
Johann Ole Baade (Stavanger, 30 de outubro de 1870  — Porto Alegre, 25 de junho de 1942) foi um arquiteto norueguês que realizou inúmeros trabalhos no Rio Grande do Sul, no início do século XX.
Filho de Johann Baade e de Anna Maria Einloft. Fez seu curso de arquitetura na Universidade Técnica de Berlim, chegou em Porto Alegre a turismo e se estabeleceu em definitivo. Iniciou trabalhando no escritório de Hermann Glotz, de quem virou posteriormente sócio e depois sucedeu.
Casou com Maria Brandt, filha do arquiteto Hermann Martin Brandt, com Johann depois trabalhou.
Tinha grande prestígio nas rodas sociais, provavelmente devido ao fato de ser cônsul honorário da Noruega.